# Comuna Hraboveț, Bohorodceanî
Hraboveț (în ucraineană Грабовець) este o comună în raionul Bohorodceanî, regiunea Ivano-Frankivsk, Ucraina, formată din satele Hraboveț (reședința) și Kopacivka.

## Demografie
Componența lingvistică a comunei Hraboveț
     Ucraineană (99,85%)
     Alte limbi (0,08%)
Conform recensământului din 2001, majoritatea populației comunei Hraboveț era vorbitoare de ucraineană (99,85%), existând în minoritate și vorbitori de alte limbi.